# ماساکو ناتسومه
ماساکو ناتسومه (انگلیسی: Masako Natsume؛ ۱۷ دسامبر ۱۹۵۷ – ۱۱ سپتامبر ۱۹۸۵) هنرپیشه اهل ژاپن بود.
از فیلم‌هایی که وی در آن نقش داشته است، می‌توان به اونیماسا اشاره کرد.